# Claude Naime
Claude Naime, né le 24 mars 1909 à Châbons (Isère) et mort le 9 mars 1987 à La Côte-Saint-André (Isère), était un homme politique français. 

## Détail des fonctions et des mandats
Mandats locaux
- Conseiller municipal de Grenoble
- 29 avril 1945 - : 5e adjoint au maire de Grenoble

Mandat parlementaire
- 8 décembre 1946 - 7 novembre 1948 : Sénateur de l'Isère